# Чемпионат СССР по современному пятиборью 1959
VII чемпионат СССР был проведен в рамках II Спартакиады народов СССР в Москве с 9 по 14 августа 1959 года.
Награды разыгрывались в личном и командном первенстве. Спартакиада народов СССР являлась главным соревнованием спортивного сезона 1959 года в СССР. По результатам чемпионата СССР формировался состав команды для участия в чемпионате мира 1959 года в городке Херши, штат Пенсильвания.
Главный судья — судья всесоюзной категории П. Т. Марков. В соревнованиях приняли участие 68 спортсменов, представлявших 17 команд союзных республик и городов Москвы и Ленинграда.
Победителем как и на Спартакиаде 1956 года стал двукратный чемпион мира динамовец Игорь Новиков.

## Спартакиада народов СССР 1959 года. Победители и призёры
Личное первенство.
| Дисциплина        | Золото                                          | Серебро                                      | Бронза                             |
| Личное первенство | Игорь Новиков · Армянская ССР · Ереван · Динамо | Николай Татаринов Ленинград Вооруженные Силы | Александр Тарасов Ленинград Динамо |

 Командное первенство.
| Дисциплина           | Золото                                        | Серебро                                                             | Бронза                                                      |
| Командное первенство | Ленинград Николай Татаринов Александр Тарасов | Москва · Павел Ракитянский · Борис Пахомов · Константин Сальников · | Эстонская ССР · Йоханнес Пеэтс · Калью Лаге · Ханно Сельг · |

## Верховая езда
9-10 августа 1959 г. Конно-спортивная база (КСБ) «Планерная» МГС ДСО «Спартак».  Московская область,  Химки.
- Конный кросс. Результаты. Личное первенство.

| Место | Спортсмен         | Республика, город        | Время  | Очки |
| ----- | ----------------- | ------------------------ | ------ | ---- |
| 1.    | Игорь Новиков     | Армянская ССР · Динамо   | 6.57,1 | 1000 |
| 2.    | Олег Чувилин      | РСФСР · Труд             | 6.59,6 | 1000 |
| 3.    | Евгений Терентьев | Белорусская ССР · Динамо | 7.05,3 | 1000 |

## Фехтование
11 августа 1959 г.
Результаты. Личное первенство.
| Место | Спортсмен                                    | Победы | Очки |
| ----- | -------------------------------------------- | ------ | ---- |
| 1.    | Игорь Новиков · Армянская ССР · Динамо       | 52     | 1105 |
| 2.    | Александр Тарасов Ленинград Динамо           | 48     | 1021 |
| 3.    | Павел Ракитянский · Москва · Советская Армия | 47     | 1000 |
| 3.    | Николай Татаринов Ленинград Советская Армия  | 47     | 1000 |

## Стрельба
12 августа 1959 года. Стрельбище «Динамо». Мытищи (Московская область).
В третий день спортсмены состязались в соревнованиях по стрельбе из малокалиберного пистолета.
*Результаты. Личное первенство.
| Место | Спортсмен      | Республика спортивное общество | Результат | Очки |
| ----- | -------------- | ------------------------------ | --------- | ---- |
| 1.    | В. Савченко    | Белорусская ССР · Буревестник  | 194       | 980  |
| 2.    | Ч. Буйнявичус  | Украинская ССР · Динамо        | 193       | 960  |
| 3.    | Йоханнес Пеэтс | Эстонская ССР · Калев          | 193       | 960  |
| 4.    | Игорь Новиков  | Армянская ССР · Динамо         | 192       | 940  |

## Плавание
13 августа 1959 года.
Плавательный бассейн Центрального стадиона имени В. И. Ленина. Дистанция 300 м вольным стилем.
*Результаты. Плавание. Личное первенство.
| Место | Спортсмен     | Республика спортивное общество   | Результат | Очки |
| ----- | ------------- | -------------------------------- | --------- | ---- |
| 1.    | Борис Пахомов | Москва · Советская Армия         | 3.48,3    | 1060 |
| 2.    | Иван Дерюгин  | Украинская ССР · Советская Армия | 3.48,3    | 1060 |
| 3.    | Калью Лаге    | Эстонская ССР · Динамо           | 3.50,8    | 1050 |

## Легкоатлетический кросс
14 августа 1959 года. Москва. Ленинские горы.
Бег на 4 км проходил около Большого трамплина. Дистанция кросса пролегала по сильно пересеченной местности, по тем местам, где зимой размечают трассы горнолыжники.
*Результаты. Кросс. Личное первенство.
| Место | Спортсмен         | Республика спортивное общество | Результат | очки |
| ----- | ----------------- | ------------------------------ | --------- | ---- |
| 1.    | Василий Алшевский | РСФСР · Советская Армия        | 13.56,8   | 1192 |
| 2.    | Алексей Квак      | Туркменская ССР · Динамо       | 14.13,6   | 1141 |
| 3.    | Ханно Сельг       | Эстонская ССР · Калев          | 14.18,8   | 1126 |
| 4.    | Игорь Новиков     | Армянская ССР · Динамо         | 14.20,1   | 1120 |
| 5.    | Николай Татаринов | Ленинград Советская Армия      | 14.23,4   | 1111 |

## Спартакиада народов СССР. Итоговые результаты
Личное первенство.
| Место | Спортсмен            | Спортивное общество              | время/очки  | победы/очки | результат/очки | 300 м время/очки | 4 км время/очки | Сумма |
| ----- | -------------------- | -------------------------------- | ----------- | ----------- | -------------- | ---------------- | --------------- | ----- |
| 1.    | Игорь Новиков        | Армянская ССР · Динамо           | 6.57,1/1000 | 52/1105     | 192/940        | 4.00,2/1000      | 14.20,1/1120    | 5165  |
| 2.    | Николай Татаринов    | Ленинград Советская Армия        | 7.13,9/1000 | 47/1000     | 189/880        | 4.19,1/930       | 14.23,4/1111    | 4921  |
| 3.    | Александр Тарасов    | Ленинград Динамо                 | 7.40,0/900  | 48/1021     | 188/860        | 4.28,9/860       | 14.32,0/1084    | 4725  |
| 4.    | Ханно Сельг          | Эстонская ССР · «Калев»          | 876         | 832         | 940            | 895              | 1126            | 4669  |
| 5.    | Калью Лаге           | Эстонская ССР · Динамо           | 984         | 790         | 920            | 1050             | 925             | 4669  |
| 6.    | Константин Сальников | Москва · Динамо                  | 876         | 811         | 820            | 1000             | 1072            | 4579  |
| 13.   | Юрий Раздайбедин     | Узбекская ССР · Вооруженные Силы |             |             |                |                  |                 |       |

 Командное первенство.
| Дисциплина           | Золото                                                             | Серебро                                                                    | Бронза                                                             |
| Командное первенство | РСФСР · Ленинград · Александр Тарасов · Николай Татаринов · 13 668 | Москва · Павел Ракитянский · Борис Пахомов · Константин Сальников · 13 605 | Эстонская ССР · Йоханнес Пеэтс · Калью Лаге · Ханно Сельг · 13 593 |

| Место | Республика, город                        | Очки   |
| ----- | ---------------------------------------- | ------ |
| 4.    | РСФСР · Олег Чувилин · Василий Алшевский | 12 899 |
| 5.    | Грузинская ССР                           | 12 449 |
| 6.    | Туркменская ССР · Алексей Квак           | 12 121 |